# Pionosyllis magnidens
Pionosyllis magnidens är en ringmaskart som beskrevs av Francis Day 1953. Pionosyllis magnidens ingår i släktet Pionosyllis och familjen Syllidae. Inga underarter finns listade i Catalogue of Life.